# Richard R. Göller

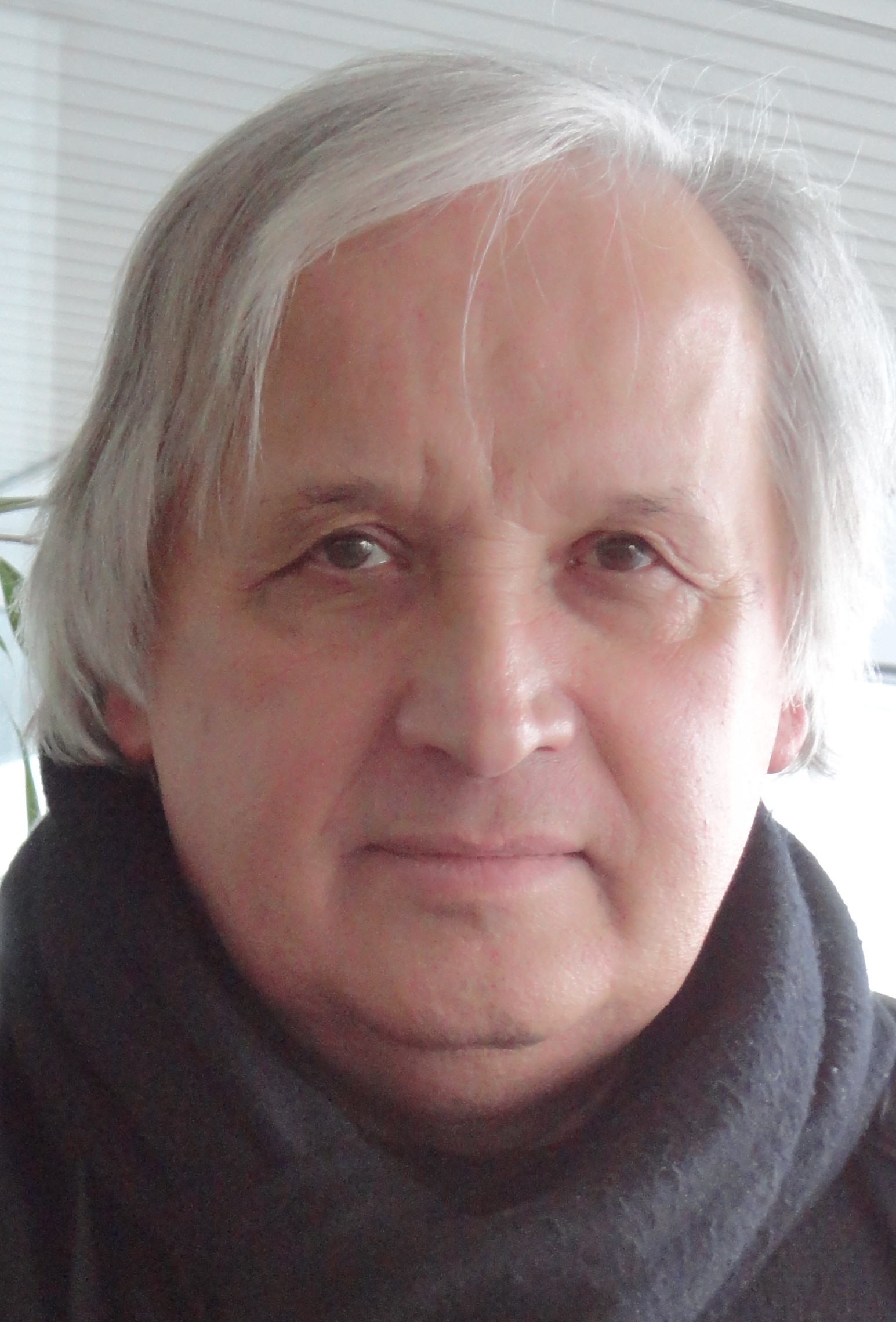
Richard R. Göller

Richard Rudolf Göller (ehelich: Kiridus-Göller, * 23. Dezember 1946 in Wien) ist ein österreichischer Wissenschaftler, der als Lehrer, Universitätslektor und Didaktiker der Warenwissenschaft / Warenlehre tätig ist.

## Karriere
Nach einer Ausbildung zur Elementarpädagogik, studierte Richard Göller zunächst Germanistik und Publizistik, anschließend das Lehramt Naturgeschichte, das er mit einer „ungewöhnlich genauen“ ökologischen Arbeit über die Photosynthese 1974 abschloss.
Nach seinem Studium war er freier Mitarbeiter am Institut für Umweltwissenschaft der Ludwig Boltzmann-Gesellschaft. 1978 wurde er vom Bundesminister für Unterricht und Kunst zum Professor auf die Planstelle des Naturgeschichtlich-warenkundlichen Unterrichts ernannt. Danach unterrichtete an einer Handelsakademie in Wien er die Fächer Biologie und Warenlehre; Technologie, Ökologie und Warenlehre sowie Angewandte Naturwissenschaften an der Handelsschule. Vom Wiener Stadtschulrat wurde er mit der Leitung der Arbeitsgemeinschaft für Biologie und Warenlehre am Pädagogischen Institut des Bundes in Wien (PIB) betraut, verfasste ein Skript zur Einführung in die Warenlehre und erlangte in Zusammenarbeit mit Josef Hölzl die Qualifikation als Betreuungslehrer für das Lehramt. Er war Schriftleiter bei der interuniversitären Arbeitsgemeinschaft „bioware“ am Institut für Didaktik der Naturwissenschaften an der Universität Salzburg, welche bei der ÖGWT von 1990 bis 1996 die Zeitschrift für Biologie und Warenlehre herausgab. In den Jahren 2005 bis 2008 war er Chefredakteur der Zeitschrift 'bioskop', herausgegeben von Franz M. Wuketits im Auftrag der Austrian Biologist Association.

## Wissenschaftliche Tätigkeit
Richard Göller lebte im Wohnhaus Ernst Beutels und nahm das wissenschaftliche Erbe von ihm an. Er arbeitete bereits bei seiner Diplomarbeit (damals als Hausarbeit bezeichnet) interdisziplinär zur Bedeutung der Biosphäre für die Atmosphäre.
Horst Werner lud ihn ans Institut für die Didaktik der Naturwissenschaften zur Dissertation ein, die er in Zusammenarbeit mit dem Institut für Wissenschaftstheorie der Universität Wien verfasste. In seiner Arbeit forschte er zu den wissenschaftstheoretischen Grundlagen des Unterrichtsfaches 'Biologie und Warenlehre', das an kaufmännischen Schulen gelehrt wird. Göller bezeichnet den kulturell notwendigen Informationsfluss der Wissenschaft zu den Menschen – negentrope Programmatik auf Grundlage der allgemeinen Systemtheorie – als die „Bioware“. Aus biologischer Sicht sei der Mensch nicht in der Lage, die Realität zu erfassen und braucht daher die Wissenschaft, um ein adäquates Bewusstsein für die Nachhaltige Entwicklung zu erlangen. Das Beckmann’sche Lehrgebäude, deren darüber große Klammer die naturwissenschaftliche Warenlehre ist, beruhte auf der Suche nach einem einheitlichen Prinzip (immaterielles „principium vitalis“), welches dem Leben zugrunde liegen sollte. Mit der Vision von Leibniz und anteilig Goethe geht fraglich es um Morphologie des Wirtschaftsganzen.
Richard Göller ist Autor von Fachartikeln zum bio-ökonomischen Stellenwert der Warenlehre. Mit „hardware – software - bioware“ ist Göller in Konvergenz mit dem Ökonomen Eberhard Seidel, der im Versagen der „Orgware“ im Wirtschaftsganzen das Grundproblem der Nicht-Nachhaltigkeit erkannte.
Seine Hauptthese: Die Differenzierung zwischen der Waren- und Realwirtschaft und dem Geld konstituiert biologische und monetäre Parallelwelten, die Trennung von Lebendigem und dem Künstlichen. Im Unterschied zu einer von der Newtonschen Physik abgeschauten Prägung der Wirtschaftstheorie zum Allgemeinen Gleichgewichtszustand sieht Richard Göller lebende Systeme in einem thermodynamischen Ungleichgewicht. Die mechanistisch orientierte Lehrmeinung sei von der Erfassung der biophysikalischen Wirklichkeit weit entfernt. Demgegenüber resultieren Allgemeine Systemtheorie und Kybernetik zur Modellierung der Komplexität aus der theoretischen Biologie und deren Kern, der Evolutionstheorie. Diese bilden insofern die paradigmatischen Grundlagen zum Verständnis für wirtschaftliche Entwicklungsprozesse. In sozialökologischer Hinsicht betrachtet Richard Göller die Warenlehre als das Was zum Wie der Managementlehre, so wie sie von Peter Drucker, Hans Ulrich und deren Schüler vertreten worden ist.
Eine lebensdienliche Wirtschaft setzt deren Lebensfähigkeit voraus, weshalb die Nachhaltige Entwicklung der biologischen Transformation des Wertschöpfungssystems bedarf.
Eine zeit- und zukunftsgemäße Warenlehre gründe demzufolge Wirtschaft und Technik auf den bio-kulturellen Zusammenhang mit dem neuen Bio-Ökonomik-Paradigma. Die Beendigung statt biointelligente Fortentwicklung der interuniversitären Studienrichtung ´Biologie und Warenlehre‘ ist eine wirtschaftsakademische Kalamität. Die Sachzwänge der Zukunft sind die biologischen und warenförmig die Umweltbeziehungen der Gesellschaft.

## Theorem
Richard Göller vertritt eine biokratische Lehrmeinung. Der Mensch muss wirtschaften um zu leben. Dafür bedarf er gezielter Anwendung von Wissen.
Faktum ist, dass die industrielle Zivilisation ohne Medizin und Technologie nicht existenz- und zukunftsfähig ist. Medizin ohne Biologie ist ebenso absurd wie die Ökonomie ohne Bio-Intelligenz in den Grundlagen. Nachhaltigkeit ist nichts anderes wie ökologische Gesundheit.
Die warenwissenschaftliche Fachrichtung wurde als Kind der Aufklärung geboren, aristotelisch ist die elterliche Thematik. Das kognitive Verhältnis der Ware zur Wirtschaft enthält eine Analogie der Pharmakognosie zur Medizin. Die naturwissenschaftliche Warenkunde war als physiokratische Hilfswissenschaft für Entscheidungsträger gedacht. Die Mutter der warenförmig Materia medica ist die als physische Ökonomie verstandene Technologie.
Die originäre Thematik der Warenlehre ist die Physiologie der aus den Manufakturen hervorgegangenen Industrie. Ideologisch bedingt ist die Ausgrenzung der Befassung mit der Naturalität ökonomischer Prozesse. Die strikt kaufmännische Auffassung der Warenkunde ist wissenschaftsgeschichtlich die halbe Wahrheit ihres Gegenstands. Deren Begleiter ist die Warenethik.

## Schriften
- Die Warenwissenschaft in ihrer Tradition und Bedeutung. In: Reinhard Löbbert (Hrsg.), Helmut Lungershausen (Red.): Der Ware Sein und Schein. Zwölf Texte über die Warenwelt in der wir leben. Verlag Europa-Lehrmittel, Haan-Gruiten 2002, ISBN 3-8085-9857-3, S. 179–200.
- Zur Differenz von Logos und Nomos: Wahr ist, was überlebt. In: Stephan Haltmayer u. a. (Hrsg.): Homo universalis. Peter Lang, Frankfurt am Main 2011, ISBN 978-3-631-59177-2, S. 27–51.
- Bioware – Programmatik zur lebensfähigen Ökonomie. In: Uwe Schubert, D. Pinter (Hrsg.): Wirtschaft - Gesellschaft - Natur. Metropolis Verlag, Marburg 2011, ISBN 978-3-89518-841-1, S. 223–236.
- mit Eberhard K. Seifert: Evolution – Ware – Ökonomie. Bioökonomische Grundlagen zur Warenlehre. oekom Verlag, München 2012, ISBN 978-3-86581-317-6.
- Gedanken zum Ethos von Biokratie. Mit einem Grundlagentext von Georg Winter (= Rechte der Natur / Biokratie. Bd. 20). Metropolis Verlag, Marburg 2015, ISBN 978-3-7316-1180-6, S. 59–69.

## Herausgeberschriften (Auswahl)
- mit Franz M. Wuketits: Das biologische Paradigma
- mit Franz M. Wuketits: Biologie und Weltweisheit

## Auszeichnungen
- 3. Preis der UTEC für: Bionomics. Grünes Management in Theorie und Praxis.[51]

## Mitgliedschaften
- ÖGWT – Österreichische Gesellschaft für Warenwissenschaften und Technologie: Vizepräsident 2007–2013, Ehrenmitglied
- FWU – Forum Wissenschaft & Umwelt
- E.A.B.S. – European Association for Bioeconomic Studies[52]
- JBG - Johann Beckmann-Gesellschaft e.V.: Vizepräsident 2002–2008